# Stock Generation
Stock Generation (SG) — виртуальная фондовая биржа, сайт которой функционировал в 1998—2000 годах. Считается самой крупной и самой известной финансовой пирамидой в истории Интернета. На Stock Generation была возможность за реальные деньги торговать «акциями» вымышленных виртуальных компаний. Цены некоторых «акций» менялись хаотично, для других — декларировалась определённая закономерность, которая позволяла получить огромную прибыль.

## История
Компания Stock Generation Ltd была зарегистрирована в начале 1998 года на островах в Карибском море как организатор азартных игр и имела соответствующую лицензию. Владельцем была указана Оксана Павлюченко — бывшая сотрудница МММ, двоюродная сестра жены Сергея Мавроди, которой на тот момент было 18 лет.
В конце 1999 года клиенты начали испытывать трудности при продаже виртуальных «акций». В 2000 году рынок «рухнул»: 20 марта Stock Generation в одностороннем порядке приостановил исполнение всех заявок на вывод средств, и резко снизились остатки на счетах участников по всем компаниям, кроме привилегированной (объясняли это применением «Правила № 13» для счетов всех участников). Две недели спустя Stock Generation безапелляционно объявила обратный сплит акций «для повышения доходности компании», применяя «Правило № 18». Это вызвало падение цен на акции ниже уровня 1/100000 от их предыдущих значений, в то время как остальные акции (в том числе те, которые были «гарантированны» от снижения стоимости) были обесценены от 50 % до 95 %. Примерно в то же время в Stock Generation перестали отвечать на запросы клиентов о возврате денежных средств, но по-прежнему регистрировали новых клиентов через веб-сайт.
Клиенты начали жаловаться в официальные органы. Комиссия по ценным бумагам и биржам США подала иск в окружной суд США в штате Массачусетс, утверждая, что «виртуальная биржа» была в действительности финансовой пирамидой, но не смогли привлечь к ответственности основателей и реальных владельцев Stock Generation за нарушение законодательства о ценных бумагах. Суд вынес решение в пользу Stock Generation, заявив, что на сайте адекватно описывается рынок как «игра», а не средство для инвестиций, лицензия на организацию азартных игр у Stock Generation была. Апелляционный суд первого округа США позже отменил первоначальное решение, заявив, что «возможность инвестировать в привилегированные акции, описанная на сайте SG, представляет собой приглашение заключить инвестиционный контракт, что подпадает под юрисдикцию федеральных законов о ценных бумагах.»
Сайт был закрыт 1 июня 2000 года. По официальным данным пострадало порядка 275 тыс. человек (в основном граждане США и Западной Европы). По неофициальным данным пострадавших несколько миллионов. В интервью 2007 года Сергей Мавроди утверждал, что запрещал россиянам играть на Stock Generation, чтобы его не привлекли к ответственности в России (хотя при регистрации не требовались паспортные данные, поэтому сложно было бы сказать, где действительно проживает клиент).
Сергей Мавроди в художественном произведении «Пирамида-2» описывает события, связанные с созданием Stock Generation

## Характер операций
После регистрации на сайте stockgeneration.com надо было выслать в адрес компании чек минимум на 50 долларов, которые отражались как баланс клиента. Чтобы получить деньги с баланса в Stock Generation на свой банковский счёт нужно было написать письмо с требованием выслать чек на свой адрес.
Сайт Stock Generation содержал списки предполагаемых «крупных победителей», сообщения и отзывы от якобы довольных участников, описания программ стимулирования и наград, направленных на привлечение новых участников (например, заявление о том, что за это будут платить «20, 25 или 30 % от суммы первых трёх платежей привлечённых участников») и создание партнёрских сайтов.
На сайте Stock Generation можно было торговать акциями 11 «виртуальных компаний». Каждая из этих компаний имела своё название и логотип, но чаще всего использовался просто порядковый номер.
Компании с 1 по 8 считались предназначенными для «игровых» (спекулятивных) целей, цены на их акции шли вверх и вниз в случайном порядке. Наличие этих 8 компаний в дальнейшем послужило основанием настаивать в суде, что на сайте Stock Generation была лишь азартная онлайн-игра, а не фактическая фондовая биржа или любой другой инвестиционный бизнес, на который распространяются требования законодательства о ценных бумагах.
9-я компания была «привилегированной», «гарантировался» постоянный рост цены её акций. Первоначально обещалась доходность на уровне 10 % в месяц (215 % в год), но позже доходность была сокращена до 7 % в месяц или 125 % в год.
В начале апреля 2000 года Stock Generation, несмотря на все предыдущие гарантии, девальвировала привилегированные акции до 5 % от их предыдущего значения.
Компании 10 и 11 обещали ежемесячный доход 50 % и 100 % (позже 40 % и 70 %), соответственно. Но предупреждалось, что цены на эти акции могли резко упасть на 50 % для компании № 10 и даже на 100 % (вплоть до 0) для компании № 11. Такое предостережение (известное как «Правило № 18») было ещё одним обоснованием в последующем суде того, что на сайте Stock Generation предлагалась азартная игра, а не инвестиционный проект.
На протяжении большей части времени игры «Правило № 18» не использовалось. Вместо этого применялось другое правило (известное как «Правило № 13»), которое позволяло Stock Generation сократить отдельные балансы счетов клиентов путём пересчёта их, как будто все средства клиента были вложены лишь в «привилегированную» компанию № 9. Таким образом, пользователь, который решил инвестировать 50 долларов (минимальный взнос при регистрации или бонус за привлечение нового клиента) в акции компании № 11, выждал в течение года, а затем пытался вывести всё сразу, то он сперва мог видеть баланс 204 800 долларов (100 % в месяц), который корректировался до 157 долларов (10 % в месяц) и его история сделок утверждала, что он вложил все свои средства в акции компании № 9, а не компании № 11.
«Правило № 13» разрешало Stock Generation избежать массовых 5- или 6-значных изъятий, что позволило системе проработать более 2 лет, при том, что цены на акции за это время выросли в 10 000 раз (у предшественника — МММ — примерно за 6 месяцев цена акций увеличилась «только» в 127 раз.) Судя по жалобам клиентов Stock Generation, «Правило № 13» стало широко применяться в начале 2000 года, когда количество и суммы заявок на снятие стали увеличиваться.
20 марта 2000 года «Правило № 13» было применено для учётных записей всех клиентов.
«Правило № 18» впервые было применено около двух недель спустя. Цена акций фирмы № 10 была сокращена в два раза. Акции компании № 11 подверглись обратному сплиту (слиянию) из расчёта 1 к 10000, с фактическим падением цены ниже чем 1/100000 от её первоначальной стоимости (от более 1 доллара за акцию до 0,10 доллара за «новую» акцию, равную 10000 старых). В тот же день, Stock Generation снизили цену акций компаний № 9 с 16,90 до 0,84 долларов, что было явным нарушением собственных правил, которые «защищали» эти акции от снижения стоимости.
Сайт Stock Generation продолжал работать в течение нескольких недель после этого, предлагая доходность до 150 % в месяц, но дальнейшие юридические проблемы привели к остановке сайта 1 июня 2000 года.

## Официальное расследование
Раздел написан на основе публичной информации Апелляционного суда США.
Веб-сайт «Stock Generation» предлагал возможность приобрести онлайн акции одиннадцати различных «виртуальных компаний», перечисленных на сайте «виртуальной биржи». Stock Generation произвольно устанавливала котировки каждой из этих воображаемых компаний раз в две недели и гарантировала, что инвесторы могут купить или продать любое количество акций по оговоренным ценам без верхнего ограничения на сумму средств.
Жалоба Комиссии по ценным бумагам и биржам была сосредоточена, в частности, на операциях с акциями «привилегированной компании». Stock Generation советовал потенциальным покупателям обратить «особое внимание» на эти акции, убеждая их, что это «игра без риска», что акции привилегированной компании будут неизменно дорожать. Заявлялось, что цена на акции привилегированной компании поддерживается владельцами Stock Generation, поэтому она будет постоянно только увеличиваться, в среднем на 10 % ежемесячно (это примерно 215 % годовых). Чтобы увеличить доверие и развеять беспокойство, Stock Generation публиковала будущие цены акций привилегированной компании на один месяц вперёд.
Хотя Stock Generation и признали, что снижение цен на акции было теоретически возможно, но заверяли потенциальных клиентов, что «в соответствии с правилами, цена акций привилегированной компании в принципе не может упасть более чем на 5 %». Для подтверждения этого заявления, говорилось, что акции в привилегированной компании были поддержаны несколькими различными источниками доходов. Согласно заявлениям Stock Generation, приток капитала от новых клиентов обеспечивал ликвидность для существующих клиентов, которые, возможно, пожелают продать свои пакеты виртуальных акций. Также Stock Generation пообещала выделить часть прибыли, полученной от деятельности сайта, в специальный резервный фонд, предназначенный для поддержания цены акций привилегированной компании.
Stock Generation утверждала, что доходы складывались из четырёх источников:
- 1,5 % комиссионный сбор с каждой сделки, проводимой на виртуальной фондовой бирже;
- Спреды при торговле виртуальными акциями;
- «разумное манипулирование» ценами на акции восьми других виртуальных компаний, торгуемых на виртуальной бирже;
- право Stock Generation на торговлю акциями трёх других виртуальных компаний (в том числе привилегированной компании).

В качестве дополнительной страховки от невзгод, Stock Generation ссылалась на наличие дополнительных средств стабилизации, которые могли бы быть использованы для обеспечения непрерывного функционирования виртуальной биржи.